# Odozana margina
Odozana margina là một loài bướm đêm thuộc phân họ Arctiinae, họ Erebidae.